# Isona Passola

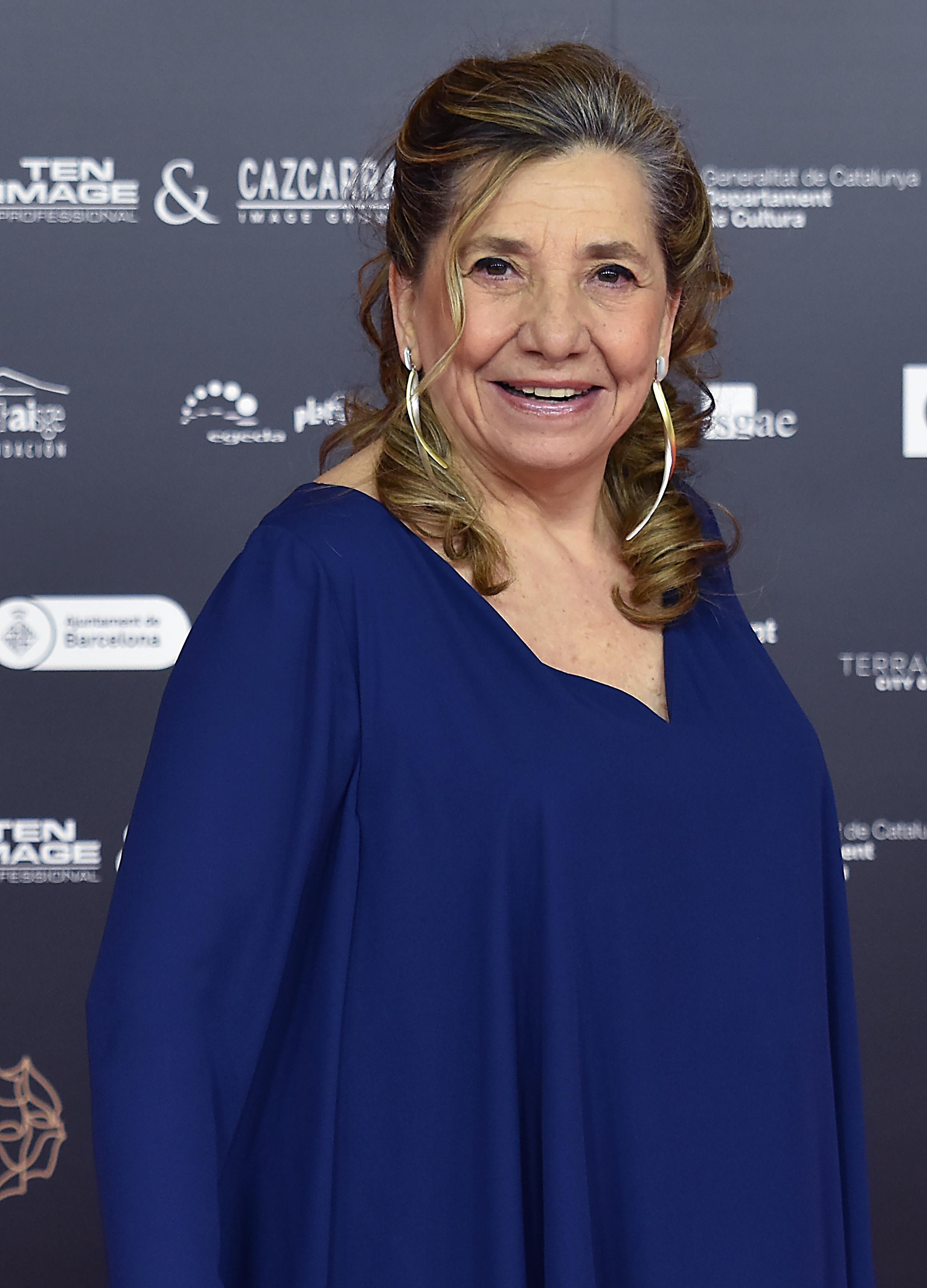
Passola im Jahr 2021

Isona Passola, mit bürgerlichem Namen Isona Passola i Vidal, (* 1953 in Barcelona) ist eine spanische Filmproduzentin und Drehbuchautorin. 

## Leben
Sie ist die Tochter des Geschäftsmanns und Förderers katalanischer Kultur Ermengol Passola (1925–2009).
Isona Passola studierte Història Contemporània (Zeitgeschichte) an der Autonomen Universität Barcelona.
Sie sitzt seit 2011 im Kulturrat der Stadt Barcelona und ist seit 2013 Präsidentin der Katalanischen Filmakademie.

## Auszeichnungen
- 2010: Premis Gaudí (für die Dokumentation Cataluña-Espanya)
- 2012: Creu-de-Sant-Jordi

## Filmographie (Auswahl)
- 2000: Das Meer (Produktion)
- 2009: Cataluña-Espanya (Produktion, Regie, Drehbuch)
- 2010: Pa negre (Produktion)